# Liste der Kulturdenkmäler in Herschbach (Oberwesterwald)
In der Liste der Kulturdenkmäler in Herschbach (Oberwesterwald) sind alle Kulturdenkmäler der rheinland-pfälzischen Ortsgemeinde Herschbach (Oberwesterwald) einschließlich des Ortsteils Wahnscheid aufgeführt. Grundlage ist die Denkmalliste des Landes Rheinland-Pfalz (Stand: 21. Dezember 2021).

## Einzeldenkmäler
| Bezeichnung | Lage                                      | Baujahr         | Beschreibung | Bild                           |
| ----------- | ----------------------------------------- | --------------- | --- | ------------------------------ |
| Hofanlage   | Herschbach, Rheinstraße 13 Lage           | um 1700         | Streckhof; Fachwerkhaus, teilweise massiv, um 1700, Fachwerkscheune, teilweise massiv, wohl aus dem 18. Jahrhundert | Fotos hochladen                |
| Quereinhaus | Herschbach, Rheinstraße 14 Lage           | 17. Jahrhundert | Fachwerk-Quereinhaus, teilweise massiv, wohl noch aus dem 17. Jahrhundert                                           | BW                             |
| Wegekreuz   | Wahnscheid, am südlichen Ortseingang Lage | 1903            | Kruzifix, bezeichnet 1903                                                                                           | weitere Bilder Fotos hochladen |